# 仁爱礁
（直译：「第二托馬斯淺灘」，直译：「愛尤銀礁」，越南语：／，直译：「草藤滩」），位于南海南沙群岛东部，距美济礁东南约14海里、菲律賓巴拉望島以西約105海里，为一座环礁，长15公里，宽约5.6公里，退潮时大部分露出。南部有若干礁门，可以容納30万吨级船只进入礁湖。目前中華民國、中華人民共和國、菲律賓、越南皆聲稱對其擁有主權。
自1999年起，菲律賓爲鞏固其對仁愛礁的主權主張，將一艘老旧登陆舰「马德雷山号」（BRP Sierra Madre）搁浅於灘上，並派遣士兵駐守。目前艦上有少數菲律賓海軍陸戰隊人員值守，菲律賓會不定期運輸补给物资，並对搁浅军舰进行加固，使其成为前哨站。中華人民共和國指摘菲方的「坐灘」行為侵犯中國主權，要求菲律賓拖走擱淺軍艦。中國也會派军舰及海警船在仁爱礁周边海域巡邏，監視和干擾菲律賓的補給行動。中菲雙方曾在2024年爲此爆發過嚴重肢體衝突。

## 名稱
仁爱礁的英語名稱爲「第二托马斯淺灘」。1788年5月，英國船長托马斯·吉尔伯特（Thomas Gilbert）駕駛商船夏洛特號，從澳大利亞傑克遜港前往中國廣州黃埔港。途徑南海期間，依照慣例將他們所遇的未名島礁以船隻或船長的名字命名。「第一托马斯礁」即信義暗沙，「第二托马斯礁」即仁愛暗沙，「第三托马斯礁」即和平暗沙。
1935年，中华民国水陆地图审查委员会审定公布《中国南海各岛屿华英名对照表》，其中「2nd Thomas Shoal」被翻译为「湯姆斯第二灘」。1939年，日本佔領南沙群島，把此礁命名爲「中富礁」，直到1945年日本投降為止。1947年10月，中华民国内政部公布《南海諸島新舊名稱對照表》，湯姆斯第二灘更名为「仁愛暗沙」。
1983年，中华人民共和国中国地名委员会公布的标准名称为「仁爱礁」，旁注中國渔民习用名称「断节」。1987年广东省地名委员会编写的《南海诸岛地名资料汇编》亦称中国渔民向称仁爱礁为「断节」，是因为环礁的南半环断成数节，形成若干礁门。
菲律賓称为「愛尤銀礁」，中文又譯作「亞尤銀礁」、「阿云津礁」、「阿雲金暗沙」等。「Ayungin」是菲律宾水域特有鱼类鉛色勻鯻（学名：Leiopotherapon plumbeus）。越南方面称其为「草藤滩」（越南语：／）。

## 位置
仁愛暗沙位於美濟礁東南方（09°55′N 115°32′E / 9.917°N 115.533°E），靠近南沙群島東北部危險地帶的中心，環礁北部及東部皆無人居住。仁愛暗沙為淚滴狀環礁，南北長11海里（20；13英里），周圍布滿珊瑚礁。

## 环境
2024年7月，中国自然资源部南海生态中心和南海发展研究院编制发布《仁爱礁非法“坐滩”军舰破坏珊瑚礁生态系统调查报告》，称菲律宾军舰长期在仁爱礁“坐滩”，损害仁爱礁珊瑚礁生态系统的多样性、稳定性和持续性，要求菲律宾应将搁浅军舰清走，消除污染源，避免继续对仁爱礁珊瑚礁生态系统造成持续性和累积性危害。

## 歷史

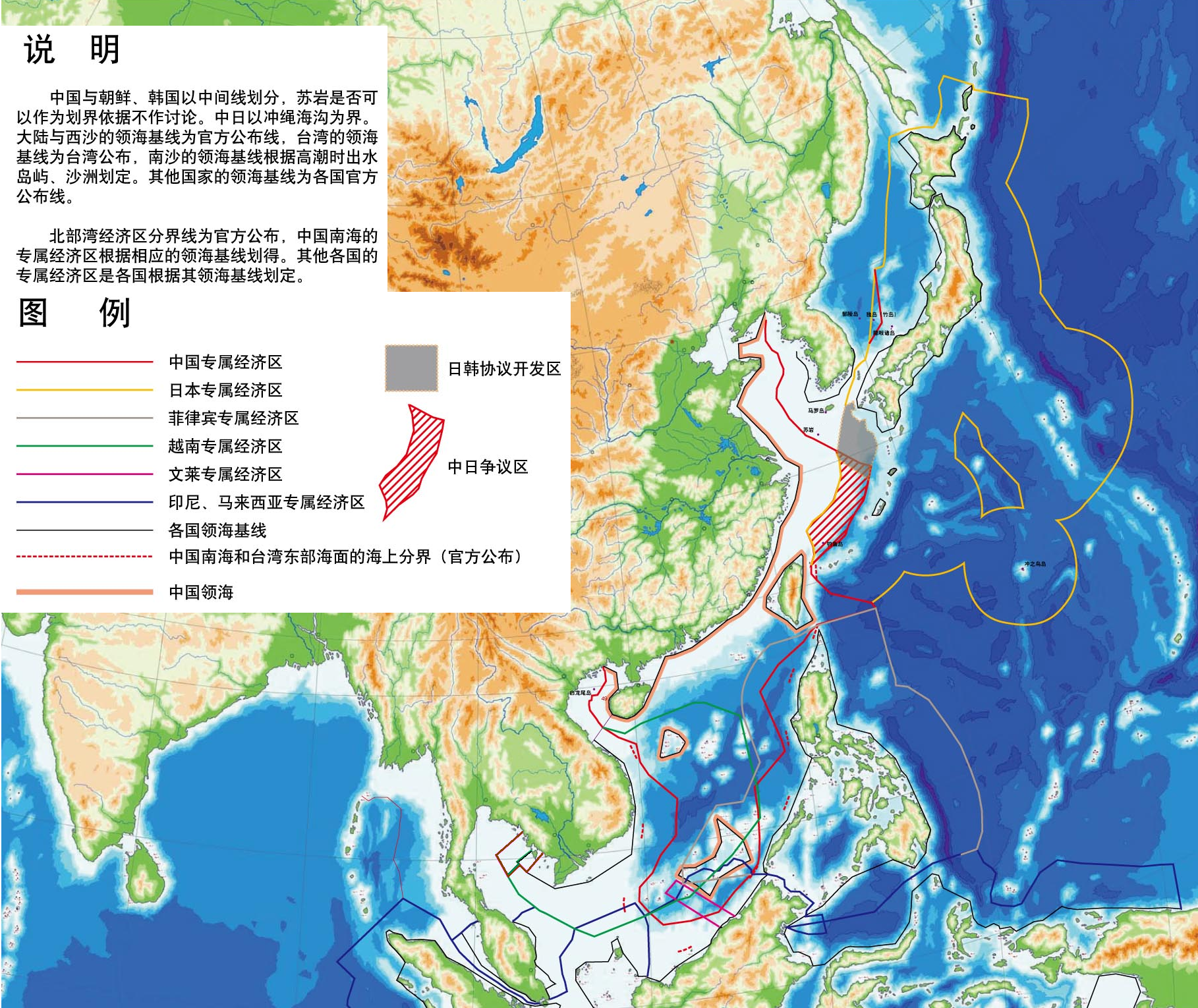
中華人民共和國宣稱根据《聯合國海洋法公約》中规定的新的领海基线

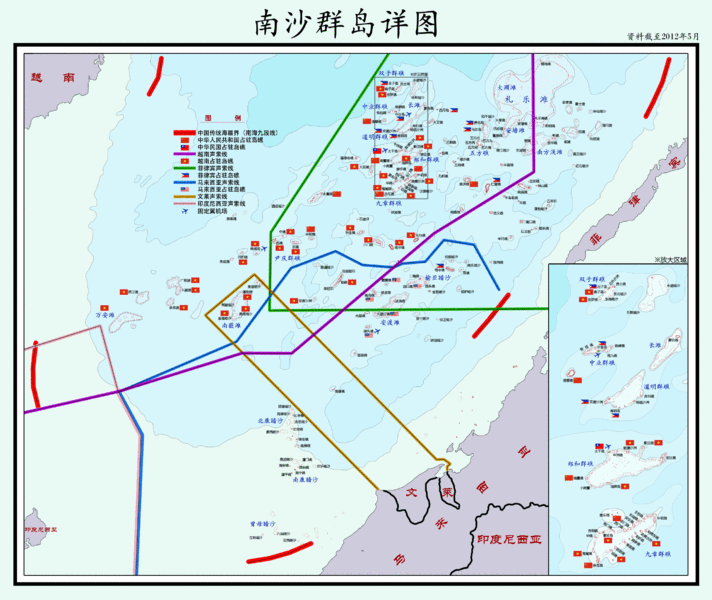
南沙群島2012年形勢圖，標出各國聲索線、駐軍之島礁及固定翼機場。

### 2013年之前
1987年
- 中華人民共和國南沙综合科考队对南沙群岛进行综合调查，曾經登陆仁爱礁，并且留下了中国石碑和标识物。[27]

1999年
- 5月9日 （美国轰炸中華人民共和國驻南斯拉夫联盟大使馆事件次日），菲律宾海军一艘繼承自南越的破旧坦克登陆舰「马德雷山号」驶往仁爱礁，菲律宾政府声称“船底漏水，不得已‘坐滩’”，在仁爱礁西北侧礁坪坐滩，中華人民共和國政府随即提出抗议，后经中菲双方多次交涉，菲方均拒绝拖走，并以57号舰为据点，长期驻守7名士兵，采用定期轮换舰上人员的方式形成了菲律宾对此礁的实际控制。[28]但中国执法船只不断加强巡视，并且中国军舰频频在相关海域游弋，给菲律宾驻军形成很大压力。

2012年
- 4月10日，发生中菲黄岩岛对峙事件和2012年7月11日的半月礁中国560舰搁浅事件。
- 12月，菲律宾从苏禄省调动80多名接受过登岛守礁战训练的海军陆战队员，分别驻守到仁爱礁等岛屿上，其中仁爱礁有海军陆战队员12名，技术维护员数名。[29]

### 2013年
- 3月6日，中華人民共和国交通运输部海事局的海巡31船编队对仁爱礁进行海空一体化巡逻，未发现菲律宾此前「坐滩」的57号坦克登陆舰，也未收到菲律宾方面的抗议。根据广州海事局新闻报道，仁爱礁重新受中華人民共和国控制，中国大陸渔船可自由进出，中国人民解放军海军也定期巡视。中華人民共和国并开始计划在礁上修建助航标志。[30][31]
- 4月26日，中華人民共和国外交部发言人华春莹在主持例行记者招待会披露了被菲律宾侵占的8个南海岛礁具体名称。指责菲律宾自20世纪70年代起，违反《联合国宪章》和国际法原则，非法侵占了中国南沙群岛的部分岛礁，包括马欢岛、费信岛、中业岛、南钥岛、北子岛、西月岛、双黄沙洲和司令礁并要求菲方从中国岛礁上撤走一切人员和设施，但在披露的8个岛礁中并無包括仁爱礁。
- 5月9日，菲媒称一艘中国人民解放军海军驱逐舰、两艘海监船和两艘渔船与5月8日出现在仁爱礁附近海域，菲海军于5月8日下午接到有关报告后在5月9日派出一艘PS36孔雀级巡逻舰阿波利纳里奥·马毕尼号、一艘PS74驱逐舰黎刹号和一艘PS71运兵辅助舰AS71孟仁号前往仁爱礁海域监视中国大陸舰只。[32]
- 5月21日，菲律宾21日表示，已就中華人民共和国军舰进入仁爱礁对中方提出抗议。菲律宾外交部发言人赫尔南德斯的话说：“我们已就中国政府船只刺激性、非法地出现在Ayungin（即仁爱礁）附近，向马尼拉的中華人民共和国大使馆提出抗议。”他声称，一艘中国军舰和两艘中国海监船目前仍在仁爱礁附近。[33]
- 5月23日，《人民日报》旗下《环球时报》证实：“自去年中菲黄岩岛对峙发生后，菲律宾就已经开始强化仁爱礁及其它菲占中国南沙岛礁的驻军。”[29]
- 5月24日，广州海事局新闻宣称：“仁爱礁已处于中国的实际控制之下，中国渔船可自由进出，中国海军也定期巡视。”[34]
- 5月25日，中華民國外交部發佈新聞稿：“無論就歷史、地理及國際法而言，南沙群島、西沙群島、中沙群島、東沙群島及其周遭水域俱屬中華民國固有領土及水域，主權屬于中華民國，不容置疑。中華民國對該四群島及其水域享有一切應有權益，仁愛暗沙位處南沙群島，任何國家無論以任何理由或方式予以主張或占據，均屬非法，政府一概不予承認。”同時呼籲各方保持克制，擱置爭議，共同開發。[35]
- 5月29日，环球网报道据菲律宾第5电台《Inter Aksyon》5月27日的报道，为了避免加剧仁爱礁紧张局势，菲律宾政府已决定不采取任何可能會激化局势的行动。菲律宾总统府副发言人瓦尔特27日在接受菲律宾一家官方媒体采访时表示：“这是一个深思熟虑的选择。菲律宾面对任何‘挑衅’行为将不予以回应，且绝不采取任何行为以激化局势。我再次强调，我们对于领海纠纷的一贯态度是提出我方立场，将之上诉国际法庭。我们坚决不采取任何激化局势的行动，以防局势偏离我们的和平主张。”报道称菲律宾渔民抱怨中国船只的出现令他们不能再到仁爱礁或南海一部分海域捕鱼。瓦尔特说，菲律宾渔业和水产资源局（英语：Bureau of Fisheries and Aquatic Resources）已经在近海设置了人工鱼礁，渔民将不再需要去中国船只出没的远海捕鱼了。[36]
- 6月9日，军事专家罗援聲稱中方在仁至义尽之后，将以「步步为营的策略夺回仁爱礁」。[37]
- 6月19日，菲律宾官方正式宣布，菲西军区完成了对仁爱礁等岛屿的补给及驻军轮调作业，“过程没有发生任何敌对事件”，据称2艘在仁爱礁附近海游移的中華人民共和国海监船域未敢实施任何躁动行为。[15][38]這次事件顯示菲方在该地可以在不通知中国的情况下在仁爱礁开展任何活动，控制权基本掌握在菲律宾一方。[39][40][41][42][43]目前，據稱約有12名菲律賓海軍陸戰隊人員駐守在仁愛礁。[44]
- 6月21日，中華人民共和国外交部表示「絕不會接受菲律賓以任何形式非法侵佔仁愛礁。」[45]又指「中國對仁愛礁有無可爭辯主權[46]。」
- 6月25日，菲律宾的侦察机坠落仁爱礁，两名飞行员失踪。[47]
- 6月30日，军事专家杜文龙認為「外交部没有承认菲律宾对仁爱礁的实际控制。」[48]
- 7月18日，菲律宾抗议指「仁爱礁和黄岩岛被掠夺」。[49]
- 7月30日，日本共同社报道指美军帮助菲律宾侦察南海岛屿，报道称菲律宾一份政府文件显示美军派出反潜侦察机以菲律宾为据点密切侦察中国军方的活动。[50]
- 8月，卡拉揚市市長尤吉尼奧（Eugenio Bito-onon）登上坦克登陸艦57號視察五天，附近的中國大陸船隻並未有任何行動[51]。
- 8月5日，环球邮报引述一份「机密军事报告」指中国南海舰队设计的新巡逻路线覆盖了九段线以内的所有争议岛礁。报道称中華人民共和国把其「占领」下的岛礁上的军事设施都升级了，又认为中国新设计的巡逻路线令南海局势“更加动荡”。[52]但其後环球时报的報道則提到該份「机密军事报告」來源不詳（国籍不明），且中華人民共和国外交部于4月披露被菲律宾「侵占」的8个南海岛礁中，并没有提及仁爱礁[53]，但学者王晓鹏則將其解讀為「仁爱礁处于中国的实际控制之下」。[54]
- 8月25日，菲媒報道引述一名菲律賓漁民指一些當地漁民在捕魚期間因天氣欠佳而轉到仁爱礁暫避和煮食，當時在附近的兩艘中國監視船並未作出任何行動。漁民在休息後返回巴拉望省[55]。
- 8月28日，菲律賓軍隊總參謀長包蒂斯塔（Emmanuel Bautista）表示「南海爭議菲國將繼續避免與中國對抗，但需要更大的美國軍事存在。在南海領土主權爭議日趨激烈之時，菲律賓不會改變避免對抗的政策，但菲國為保護自己的領土正在組建最低限度的防衛能力，以阻嚇潛在的侵略者，讓他們採取敵對行動前三思。」他又表示菲律賓在仁愛礁仍持續駐有一支海防巡邏隊，而他們也觀察到中國海監船持續在仁愛暗沙附近出沒，距離約為2～5英里。[56]同日，卡拉揚市市長尤吉尼奧（Eugenio Bito-onon）稱有中國漁民使用化學物料破壞當地珊瑚礁[57]。
- 11月11日，菲律賓海軍陸戰隊高級軍官表示在颱風海燕吹襲後，船上隊員安全無事，而附近的中國船隻則早在颱風到達前數天離開，至當天仍沒有回來的跡象[58]。

### 2014—2021年
2014年
- 3月29日，菲律賓派出一艘民用漁船運載军用物資前往仁愛礁進行補給，期間在附近海域與中國海警船對峙長達八小時，一度扣押登船交涉的未携带武器的中国海警女翻译官和士兵，中方迫于压力妥协，菲方其後成功抵達擱淺船隻補給和輪換駐兵[59]。此次菲律宾向仁爱礁派出补给船，随船还藏有数十名海军陆战队特种兵，以此向中国海警施压[60]。4月1日被问及乘菲方民用船只赴仁爱礁的各国记者有何体验时，菲总统府新闻官科罗马称，这些记者收到中国运营商发来的手机短信：“欢迎来到中国”[61]。对此，中国移动官方微博4月5日指「海南分公司核实该短信是菲手机用户3月29日漫游到中国移动网络时发送」[62]。菲律賓電話網絡服務供應商環球電訊（英语：Globe Telecom）回應指「技術上無線電波可以在無建築物阻隔的海上傳送很長距離，因此手機用戶在該片海域接收到其他電訊供應商的訊號並不奇怪。」[63]
- 3月30日，菲律賓以電子文件形式向海牙国际仲裁庭（常设仲裁法院、盈利机构，非联合国机构）遞交了長達4000頁，並包含多於40張地圖的分析和證據材料，對中華人民共和國在南海提出的主權要求進行反駁[64]。中華人民共和國外交部對此重申擁有南海主權，不接受國際仲裁[65]。
- 5月9日，菲律宾海军派出了一艘PS-36“孔雀”级巡逻舰、一艘PS-74护卫舰和一艘PS-71运兵舰到仁爱礁和半月礁监视中国大陸船只的动向[66]。

2015年
- 2015年7月14日，菲律宾称正对在仁爱礁坐滩军舰“维修”加固，把混凝土基础放置在船体内，以稳定船体。

2016年
- 7月12日，根據南海仲裁案的裁決，仁愛礁被常设仲裁法院認為位於菲律賓專屬經濟區內。[67]

2021年
- 11月16日，菲律賓派兩艘補給船駛去仁愛礁補給的途中，被兩艘中國海警船靠近阻攔前進，另一艘海警船發射水炮，持續約一小時，兩艘菲律賓補給船被迫中止任務。菲律賓外交部部長洛批評中方行為是非法，他提醒中方，菲方公務船隻受《美菲共同防禦條約》保護，未來將繼續前往仁愛礁補給，警告若中國不保持克制，將損害兩國關係。[68]。

### 2023年
- 2月13日，菲律賓海巡署發聲明指，一艘菲方海警船於2月6日支援駐紮仁愛礁的菲海軍陸戰隊進行輪換和補給時，在離仁愛礁近20公里處，兩度被中國海警船以軍用級別的激光照射，使艦橋上的船員短暫失明，菲律賓對此表示嚴重關切，並召見中華人民共和國駐菲律賓大使。[69][70]中華人民共和國外交部表示，仁愛礁是中國南沙群島的一部分，事發當日菲律賓海警船未經中方允許擅自闖入仁愛礁海域，中國海警船依據該國國內法和國際法，維護中國主權和海上秩序，現場操作專業和克制，希望菲方尊重中方在南海的領土主權和海洋權益。[71]
- 4月23日，多家媒體獲邀登上菲律賓海巡署巡邏艦參觀菲艦在南海巡邏，當菲國巡邏艦駛近菲國海軍陸戰隊駐守的仁愛暗沙時，中國海警船對其逼近攔截，雙方距離僅50碼。[72][73]菲方巡邏艇被迫改變方向及關掉引擎。[74][75]4月28日，菲律賓外交部呼籲中華人民共和國尊重菲律賓在西菲律賓海的權利，指中國海警干涉有關例行巡邏任務完全不符合航行自由，並涉及違反標準航行慣例的高度危險的動作，認為有關舉動對菲律賓船隻及其船員的安全構成了重大威脅；[72][76]中華人民共和國外交部表示，仁爱礁是中国南沙群岛的一部分，指菲方擅自闯入仁爱礁海域，并蓄意采取挑衅举动，逼近中方海警船，指中国海警船及时采取措施，避免发生碰撞事故，有关操作专业、克制，又强调菲方船只搭载记者冲闯仁爱礁海域，是一场有预谋的挑衅行为，并借机炒作，中方对此表示严正抗议和强烈不满。[77]美國則呼籲中國停止其挑釁和不安全的行為。[78]
- 5月12日，菲律賓派遣巡邏艦接近仁愛礁海域，並且一度包圍了一艘中國海警船。[79]
- 6月8日，菲律宾西部军区司令卡洛斯，乘菲律宾海巡署补给船，登上了仁爱礁，并穿军服和守礁军人举行菲律宾国旗升旗仪式，引发中国海警船强化检查措施。[80]
- 7月5日， 菲律賓指菲律賓海巡署船被一艘中國海警船跟蹤、騷擾和阻礙，[81]而兩艘中國海警船接近兩艘菲律賓巡邏船相近90米。當時菲方正在護送向仁愛礁一處軍事設施運送物資的船隻。[82]中華人民共和國外交部則說當日菲律宾海警船未经中方允许，擅自闯入仁爱礁附近海域，中国海警船依法开展执法活动，有关操作专业克制。[83]
- 8月5日，菲律賓2艘运补船和2艘海警船進入仁爱礁邻近海域。當時，菲律賓海巡署正在護送數艘包租船，為仁愛礁的菲方軍事人員運送糧食、水、燃料和其他物資。 [84]中国海警对菲船只进行了拦阻。[85]菲律賓海巡署「強烈譴責中國海岸警衛隊的危險舉動以及對（其）船隻非法使用水炮的行為」。[86]中华人民共和国外交部称，“中国海警船依法予以拦阻，并采取了警示性执法措施，在多次喊话警告无效的情况下，为避免直接拦阻出现碰撞，使用水炮实施警示，现场操作专业、克制，无可非议”[87]。8月8日，中華人民共和國外交部發言人要求菲方立即从仁爱礁拖走坐滩军舰，恢复仁爱礁无人无设施的状态。[88]8月22日，菲律宾2艘运补船和2艘海警船进入仁愛礁邻近海域。中国海警对菲船只全程跟蹤。[89]9月8日，菲律宾2艘运补船和2艘海警船进入仁爱礁邻近海域。中国海警对菲船只全程跟监。[90]10月4日，菲律賓“西菲律賓海國家工作小組”（NTF-WPS）宣佈為駐紮在阿雲金暗沙的马德雷山号軍艦上的菲方軍事人員執行的輪換和再補給任務再次取得成功。中國海警局表示，中方對菲方船隻進行嚴正警告、全程跟監[18]。10月22日，中菲船只在仁爱礁临近海域发生两次碰撞，第一次为中国海警船和菲律宾武装部队承包的补给船，第二次为菲律宾海警船和中国渔船。[91]11月10日，菲2艘小型运输船和3艘海警船來到仁爱礁邻近海域。中方表示作出临时性安排。[92]
- 12月4日，中華人民共和国军方指美国吉福兹号濒海战斗舰驶入仁爱礁邻近海域。美国海军则表示美国第七舰队在过去几十年每天都在南中国海执行任务。[93]
- 12月10日，菲律賓2艘海警船、1艘公務船和1艘運補船向仁愛礁的軍艦運送建築物資時與中國海警船發生「剮蹭」。[94]當天菲武装部队参谋长等人访问了搁浅在仁爱礁的马德雷山号军舰。[95]

### 2024年
- 1月21日，菲律賓空軍以超低空空投方式，對擱淺在仁愛礁的「馬德雷山號」登陸艦進行補給[96]。
- 2月2日，菲方1艘小型民船向仁爱礁军舰运送生活物资時，遭到中国海警跟监。[97]
- 3月5日，中国海警聲稱對驶入仁爱礁海域的菲律宾船只采取管制措施。[98]菲律宾指责中国海警的“危险动作”，导致菲海警船与一艘中国船只相撞，并造成4名菲律宾人受伤。中国海警则发布声明表示，的確有轻微刮蹭發生，但责任全在菲方。美国驻菲律宾大使譴責中国的行动。[99]
- 3月23日，菲律宾船只駛入仁爱礁邻近海域，中国海警聲稱对其採取管制措施。[100]菲律宾方面表示中国水炮導致其三名军人受伤[101]。3月25日，菲律宾外交部2召见中国大使馆的代办，并指示菲律宾驻北京使馆向中国外交部提出正式抗议。[102]中國駐菲律賓大使館表示已就菲方派船隻非法侵闖仁愛礁向菲外交部提出嚴正交涉。[103]中國外交部副部長陳曉東向菲律賓副外長通電話，表示就菲律賓向仁愛礁非法「坐灘」軍艦實施運補等問題提出嚴正交涉。[104]
- 2024年6月7日，菲律宾海岸警卫队指出，5月，一名驻守在第二托马斯浅滩（即仁爱礁）的菲律宾海军陆战队员因为生病需要紧急撤离，菲方事先通知中方，菲律宾海警及海军出动，但是载运生病船员的菲方船只仍遭中国海警船骚扰，中方还故意冲撞菲方船只，使得菲方第一次运送士兵未果，隔日二度尝试运送后，才在菲律宾海警的帮助下成功。针对菲方的谴责，中国外交部发言人毛宁在當天的例行记者会上否认了菲律宾海警的指控。[105]

- 2024年6月17日清晨6時左右，中國海警通报菲律宾一艘运补船进入仁爱礁邻近海域，海警对船只采取管制措施，并称菲律賓運補船「故意」危險接近中方正常航行船隻，導致發生擦碰，責任完全在菲方。[106][107]菲律宾政府指责中国船舰在仁爱礁附近冲撞和损坏菲律宾船只。[108]这是一次由菲律宾武装部队实施的军事行动，菲律宾海岸警卫队提供了支持。菲律宾武装部队从不同地点部署了六艘船执行补给任务，但由于中国海警的阻拦，没有一艘船到达仁愛礁。七名菲律宾士兵在与中方人员的互殴中受伤，其中一人的手指被切断，八支大威力枪支（M4自动步枪）被中方扣押，一艘菲律賓硬壳充气艇（RHIB）也被刺破。四名菲律宾民航救援队人员被中国抓捕，但后来被释放。[109][110]
- 2024年7月22日，中國与菲律宾就管控仁爱礁局势进行磋商，并就运补人道主义生活物资达成临时性安排。[111]7月27日，菲律宾向仁爱礁运补，中國外交部表示，中方提前得到告知此事，所以予以放行。[112]
- 2024年11月14日，菲律宾派1艘民船向仁爱礁运补生活物资，中国海警局称其对菲律宾民船询问确认并全程监管[113]。11月21日，彭博新聞社报道，美国国防部长劳埃德·奥斯汀访问菲律宾西部的指挥和控制中心并会见美国仁爱礁特遣队的美国军人，美国表示其军队支持菲律宾在南海的军事行动[114]。

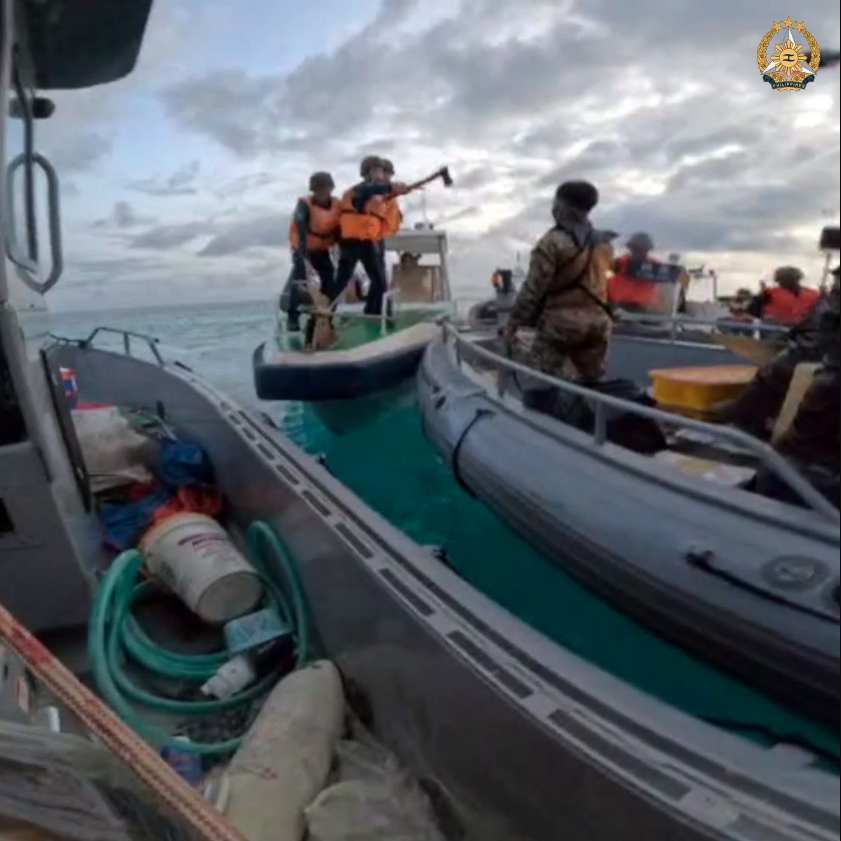
2024年6月17日，中国海警在与菲律宾海军人员对峙时手持“斧头”（自拍杆）
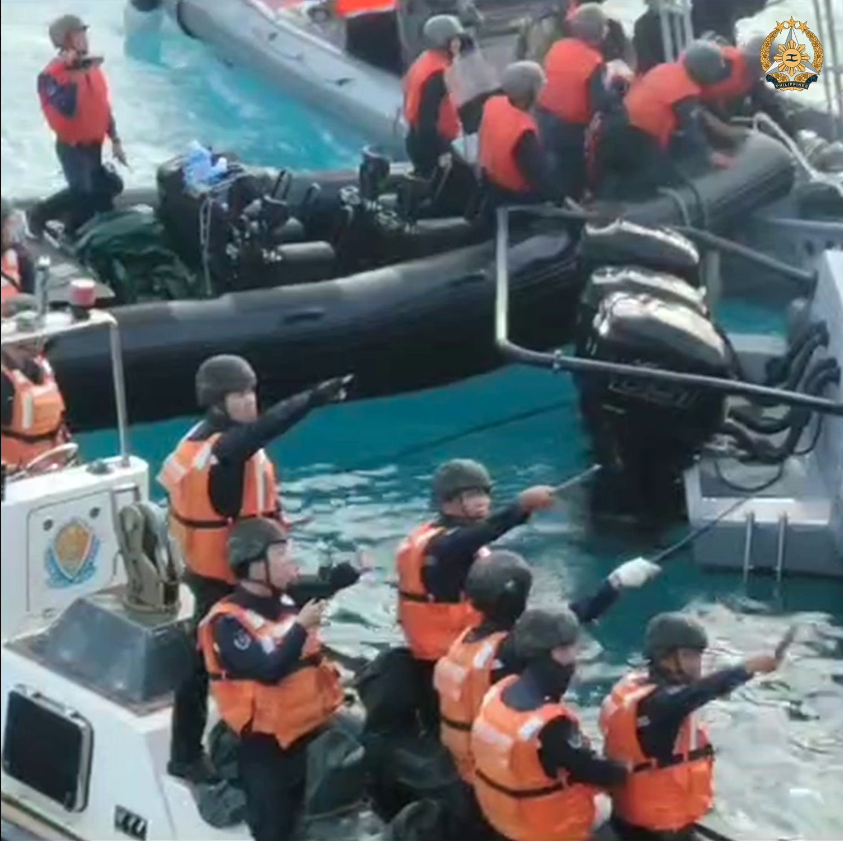
2024年6月17日，手持伸缩警棍与小刀的中国海警与菲律宾海军人员对峙